# Ingrid Bisu
Ingrid Bisu (Bucarest, 15 settembre 1987) è un'attrice e sceneggiatrice rumena di origini tedesche.
Attiva come attrice in Romania dal 2003, è diventata nota a livello internazionale nel 2017 grazie alla sua partecipazione al film Vi Presento Toni Erdmann. Ha successivamente lavorato in vari film horror hollywoodiani, scrivendo inoltre il soggetto di Malignant insieme a suo marito James Wan.

## Biografia
Dopo un esordio da modella avvenuto durante l'adolescenza, Bisu fa il suo debutto come attrice nel 2003, quando interpreta uno dei ruoli principali nella serie TV Casatorie de proba. Continua negli anni successivi a lavorare come attrice in molti prodotti televisivi rumeni, tra cui la serie TV La Bloc (in cui appare in 41 episodi), mentre nel 2005 fa il suo debutto al cinema nel film tedesco-americano BloodRayne. Dopo aver lavorato in vari altri film come Racconti dell'età dell'oro e Ces amours-là, nel 2011 debutta come sceneggiatrice lavorando alla serie TV rumena Cafeaua de dimineata, esperienza che ripete nel 2013 per la serie Super Yolo Show. Per Cafeaua de dimineata viene accreditata anche come regista, mentre in Super Yolo Show è anche l'attrice protagonista.
Dopo aver preso parte a vari altri film rumeni, nel 2016 raggiunge una solida fama internazionale grazie alla sua partecipazione al film Vi Presento Toni Erdmann, che viene premiato a Cannes e ottiene nomination ai premi Oscar, Golden Globe e Goya. In seguito a tale successo recita nel film horror The Nun - La vocazione del male, facente parte dell'universo di The Conjuring, apparendo successivamente anche nel terzo capitolo della saga principale di tale universo narrativo, The Conjuring - Per ordine del diavolo. Nel 2021 scrive il soggetto del film Malignant insieme al marito James Wan, apparendo anche nella pellicola nel ruolo di Winnie.

## Vita privata
Nel 2019 Bisu ha sposato il noto regista australiano James Wan.

## Filmografia

### Attrice

#### Cinema
- BloodRayne, regia di Uwe Boll (2005)
- Slaughter, regia di Stewart Hopewell (2009)
- Racconti dell'età dell'oro, regia di Hanno Höfer, Razvan Marculescu, Cristian Mungiu, Constantin Popescu, Ioana Uricaru (2009)
- Ho Ho Ho, regia di Jesús del Cerro (2009)
- Portretul luptãtorului la tinerete, regia di Costantin Popescu (2010)
- Eva, regia di Adrian Popovici (2010)
- Ces amours-là, regia di Claude Lelouch (2010)
- Periferic, regia di Bogdan George Apetri (2010)
- Roxanne, regia di Valentin Hotea (2013)
- Sunt o babã comunistã, regia di Stere Gulea (2013)
- The Zero Theorem - Tutto è vanità, regia di Terry Gilliam (2013)
- Dracula: The Dark Prince, regia di Pearry Reginald Teo (2013)
- Vi presento Toni Erdmann, regia di Maren Ade (2016)
- The Nun - La vocazione del male, regia di Corin Hardy (2018)
- The Conjuring - Per ordine del diavolo, regia di Michael Chaves (2021)
- Malignant, regia di James Wan (2021)

#### Televisione
- Casatorie de proba – Serie TV, co-protagonista (2003)
- La bloc – Serie TV, 41 episodi (2004-2006)
- O lume a durerii – Film TV, regia di Mihai Bauman (2006)
- 17 - o poveste despre destin – Serie TV, 7 episodi (2008)
- Nimeni nu-i perfect – Serie TV, 10 episodi (2009)
- Super Yolo Show – Miniserie, protagonista (2013)
- Rãmâi cu mine – Serie TV, 1 episodio (2014)

### Sceneggiatrice

#### Cinema
- Malignant, regia di James Wan (2021) – Soggetto

#### Televisione
- Cafeaua de dimineata – Serie TV (2011)
- Super Yolo Show – Miniserie (2013)

### Regista
- Cafeaua de dimineata – Serie TV (2011)

### Produttrice esecutiva
- Malignant, regia di James Wan (2021)